# Érinose
L’érinose est une maladie de la vigne provoquée par un acarien microscopique, Colomerus vitis (famille des Eriophyidae).

## Symptômes
Les feuilles présentent des boursouflures face supérieure et face inférieure des creux garnis de poils. Ce feutrage est une hypertrophie des poils du limbe. Avec l'âge, ils virent au rouge.
L'attaque remonte le rameau au fur et à mesure de la croissance. En général, les dégâts sont limités et n'ont pas de conséquences sur la récolte. Toutefois, les années d'apparition précoce, les feuilles assurent mal la photosynthèse et le déficit d'alimentation peut entraîner de la coulure et une baisse significative de récolte.
Les acariens responsables, Colomerus vitis, sont invisibles à l'œil nu.

## Méthodes de lutte
Le traitement ne s'impose qu'en cas d'infection importante. Généralement, les traitements au soufre mouillable destinés à la lutte contre l'oïdium sont suffisants.
En lutte biologique, des auxiliaires de culture permettent de limiter la population de Colomerus vitis, comme les acariens prédateurs du genre Typhlodromus, couramment appelés typhlodromes.

## Sources